# Lutnia Krakowska
Lutnia Krakowska – chór męski założony w 1899 roku w Krakowie. Działa we współpracy z MPK w Krakowie.

## Historia
Chór rozpoczął działalność pod nazwą Lutnia Robotnicza. Pierwszym dyrygentem chóru był Grzegorz Senowski z Teatru Miejskiego, a pierwszy koncert odbył się 5 marca 1899 r. w sali Hotelu „Royal”. Przez wybuch I wojny światowej zawieszono działalność chóru aż do 5 stycznia 1919. Po wznowieniu działalności próby odbywały się w lokalu Związków Zawodowych przy ul. Dunajewskiego 5. Ponieważ sala ta często była zajęta, dyrygent chóru, prof. Wiktor Barabasz, równocześnie dyrektor Konserwatorium, zdecydował o przeniesieniu prób od 1 czerwca 1923 r., do Konserwatorium Muzycznego, mieszczącego się w Starym Teatrze. W roku 1927 Stowarzyszenie Lutnia Robotnicza przystąpiło do Wojewódzkiego Związku Chórów i Orkiestr. Z okazji 30-lecia chóru, w dniu 3 lutego 1929 r. koncert jubileuszowy w sali koncertowej Teatru Starego, wsparła Orkiestra Symfoniczna RTM Hejnał oraz aktorzy i śpiewacy Opery Krakowskiej .
Uroczysty koncert jubileuszowy 40-lecia odbył się w Starym Teatrze w kwietniu 1939 r. Po wybuchu II wojny światowej w kampanii wrześniowej zginęło czterech członków chóru. Za działalność w ruchu oporu w czasie okupacji – pięciu członków chóru na czele z dyrygentem Kozłowskim zostało zamordowanych w Oświęcimiu, czterech zginęło w powstaniu warszawskim .
Pierwszym lokalem po wojnie był Pałac Larischa. Następnymi lokalami były: ul. św. Jana 13, ul. Floriańska 7 i Dom Kultury – Rynek Główny 27. W ostatnich latach próby odbywały się w Domu Tramwajarza, przy ul. Bocheńskiej 4, na Placu Serkowskiego i ponad w budynku socjalnym MPK przy ul. Rzemieślniczej .
Koncert jubileuszowy 60-lecia odbył się w dniu 12 kwietnia 1959 r. w Filharmonii w Krakowie, pod dyrekcją najdłużej pracującej w chórze dyrygent, Wandy Lachowicz. W roku 1976 opiekę nad chórem przejęło Miejskie Przedsiębiorstwo Komunikacyjne w Krakowie .

## Zarząd chóru
Źródło: oficjalna strona
- Prezes – Zdzisław Oleniak
- Wiceprezes – Andrzej Szczypczyk
- Sekretarz – Mieczysław Bętkowski
- Skarbnik – Bogusław Stępiński
- Członek Zarządu – Adam Zięba
- Członek zarądu – Stefan Sobelga

## Dyrygenci w latach 1889–2016
Źródło: oficjalna strona
- Grzegorz Senowski
- Teodor Kocki
- Władysław Wiącek
- Juliusz Marso
- Adam Ludwig
- Franciszek Konior
- Stanisław Bursa
- Wiktor Barabasz
- Michał Woźny
- Michał Świerzyński
- Bolesław Wolniewicz
- Józef Życzkowski
- Marian Kozłowski
- Włodzimierz Malik
- Wacław Geiger
- Józef Życzkowski
- Wanda Lachowicz
- Tadeusz Machl
- Roman Mackiewicz
- Małgorzata Horabik
- Małgorzata Wojnarowska
- Maciej Chmurski
- Ryszard Źróbek
- Małgorzata Bińczycka
- Marcin Wróbel